# 阿凡提的故事
《阿凡提的故事》（维吾尔语：نەسىرىدىن ئەپەندى هىكاىيلىرى）是上海美术电影制片厂从1981到1988年摄制的13集系列彩色木偶片，1979年上美影厂摄制的单本剧《阿凡提》也常常被视为该系列的一部分。单本剧《阿凡提》由靳夕、刘蕙仪导演；13集《阿凡提的故事》则由曲建方导演，阿凡提的配音演员先后由毕克、程之担任。
《阿凡提的故事》取材于中国新疆广泛流传的纳斯尔丁·阿凡提故事，每集在20至30分钟左右，情节各自独立，主要内容均是聪明智慧的阿凡提与欺压老百姓的地痞无赖、巴依老爷、伯克大人、国王等人的斗智斗勇。片中的阿凡提有着夸张的形象和动作，幽默、风趣，在当时中国影视作品的正面主人公形象中别具一格。《阿凡提的故事》设计也包含很多新疆元素，例如音乐、服饰等。
《阿凡提的故事》（整体或单集）曾获得过许多奖项，如文化部1979年优秀电影奖美术片奖、第三届电影百花奖最佳美术片奖、1989年芝加哥国际儿童电影节动画短片一等奖、首届全国少数民族题材电影腾龙奖美术片一等奖等。

## 文学中的阿凡提
阿凡提作为文学形象不仅流行于中国新疆，阿拉伯文化、土耳其文化、波斯文化、中亚文化中都广泛流传着与他有关的幽默故事。不同民族、语言中，他被称为他被称作霍加·纳斯尔丁、纳斯尔丁·霍加、纳斯列丁·阿凡提、毛拉·纳斯列丁·阿凡提等等。其中“纳斯尔丁（纳斯列丁）”为人名，“霍加”“阿凡提”“毛拉”等则是对智者的尊称。
不同的文化中，阿凡提的形象不固定。其中最早的形象来自于阿拉伯世界，公元10世纪出现的人物形象朱哈。不过朱哈既可能是人们口中取笑的对象，也可能是以讲笑话为职业的人。由于和朱哈有关的笑话多以蠢笨传世，朱哈也往往被视为愚笨的典型。
霍加·纳斯列丁也是阿凡提的前身之一，霍加·纳斯列丁是13世纪初出生土耳其的幽默大师，也是令人尊重的学者、宗教人士。在土耳其托普卡珀皇宫中保存有18世纪的霍加·纳斯列丁画像，土耳其阿克谢希尔还存在霍加·纳斯列丁的陵墓。在土耳其，霍加·纳斯列丁是被人们尊重的幽默、机智形象，朱哈的故事在13世纪左右传入土耳其后，逐渐和霍加·纳斯列丁的故事融合。虽然霍加·纳斯列丁比朱哈的形象更为聪明，但也有被嘲弄讽刺命运的故事存在。
阿凡提的故事传入中国新疆后，其人物形象也有所改变，逐渐变成了机智勇敢、为人正直的民间英雄形象，是憨厚善良的老实农民，也是遇到问题总有办法的机智人物。1955年7月号的《民间文学》中刊登了《萨斯尔丁·阿凡提的故事》，从此机智勇敢的阿凡提形象开始在汉语世界流传。

## 时代背景
1970年代末，中国电影创作开始逐步恢复。不过此时的影视作品不少在恢复之前已经投入拍摄，所以依旧存在阶级斗争、三突出痕迹。仅对美好事物的表现、没有深入挖掘人物形象的情感、未完全突破传统善恶对立的观念等现象依然存在于当时拍摄的影视剧中。木偶动画《阿凡提的故事》最初也一定程度存在这些特征。
《阿凡提的故事》在播出时，中国尚未大规模引进海外动画片，《阿凡提的故事》并无太多竞争对手。如《铁臂阿童木》等动画片引入初期，也未太大影响包括《阿凡提的故事》在内的中国国产动画片占据的市场。《阿凡提的故事》的上映也正值中国家庭普及电视的时期。当时电视节目的缺乏让为数不多的动画片成为中国青少年生活中不可或缺的内容。这也促使《阿凡提的故事》成为出生于20世纪70年代、80年代许多中国人记忆中的经典。

## 拍摄制作
单本剧《阿凡提》是上海美术电影制片厂为庆祝中华人民共和国成立30周年的献礼影片。电影拍摄之前，主创团队成员提出“来源于生活而高于生活，要在生活当中吸取素材”的创作理念，于是导演靳夕、刘蕙仪，美术设计曲建方等主创人员在1977年前往新疆喀什地区进行采风和资料搜集工作。期间主创人员接触到包括阿拉伯世界的阿凡提在内的不同的阿凡提形象，不过最终他们决定创作以维吾尔族民众中流传的阿凡提形象为主的动画。1979年，上海美术电影制片厂推出木偶动画《阿凡提》，播出后深受观众喜爱。美术设计曲建方认为阿凡提的素材可以继续被挖掘，可以将其拍摄成系列电影。于是在经过二次深入新疆采风后，曲建方组织团队并担任导演，花费9年时间推出13集《阿凡提的故事》系列。直到1990年代，《阿凡提的故事》依然在中国大陆的电视上播出。
2022年，西瓜视频和火山引擎完成“经典中视频4K修复计划”，其中包括对《阿凡提的故事》的4K修复，《阿凡提的故事》中木偶的纹理和质感在修复后得到细腻地呈现。

## 剧情
《阿凡提的故事》共讲述了14个故事，单本剧《阿凡提》讲述了《种金子》的故事，系列动画分别讲述了《卖树荫》《兔送信》《神医》《比智慧》《偷东西的驴》《吝啬鬼》《巧断案》《驴说话》《狩猎记》《寻开心》《宝驴》《奇婚记》《真假阿凡提》的故事。《阿凡提的故事》内容基本以机智幽默、能言善辩的平民英雄阿凡提智斗欺压老百姓的地痞无赖、为富不仁的巴依老爷、霸道的伯克大人、残暴的国王为主。
以单本剧《阿凡提》的《种金子》为例：巴依老爷财迷心窍，通过高利贷盘剥百姓，招人憎恶。阿凡提假装自己发了财，并且让巴依老爷知道了这个消息。眼红的巴依老爷连日跟踪、监视，确信了阿凡提发的“财”是靠法术在沙漠里种出来的，于是“胁迫”阿凡提，让他给自己种金子。阿凡提假装以收获平分为条件，同意合作，随后便将巴依老爷拿出的、作为种子埋在沙漠里的金子挖出，分给了老百姓——财富本来的主人。巴依老爷想独吞金子，独自提前去挖，结果一无所获。阿凡提告诉巴依老爷，都是因为他擅自行动，念错了法术的咒语，才导致金子全部消失。巴依老爷最终吞下了苦果。

## 动画特色

### 人物的形象

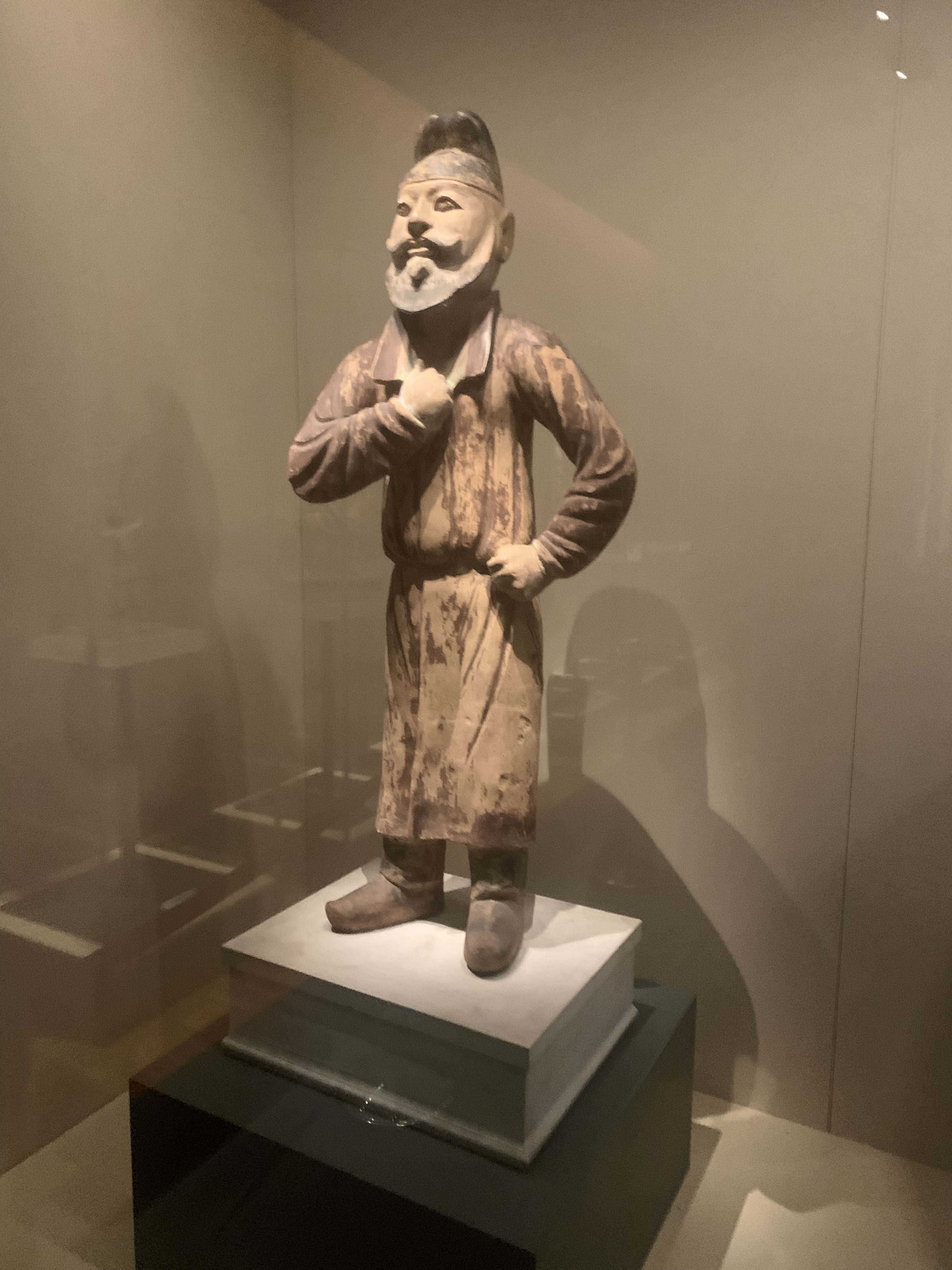
新疆维吾尔自治区博物馆展出的阿斯塔那古墓群出土的木俑

《阿凡提的故事》中阿凡提的形象和动作行动较为夸张，一反1970年代中国电影中千人一面的竖眉毛、瞪眼睛、挺胸叠肚的正面人物形象。他头大身小，歪缠头巾，眼睛外凸，胡子翘起，嘴巴较小。行为上常常倒骑毛驴，说话时受外翻常常端着肩膀、抬着头。虽然和当时主流影视剧中的正面形象不一，但依然让人感到忠厚、善良、机智又和蔼。同时，大肚皮的巴依老爷也不再是张牙舞爪的典型反面角色形象，但会让人感到贪婪、愚昧。其他所有人物形象也存在夸张变形的特点。
《阿凡提的故事》中阿凡提的形象有多个原型。曲建方在新疆采风考察时，曾遇到身材瘦高的30岁左右维吾尔族青年，他山羊胡、鼻梁挺、眼有神，曲建方将其和另一位爱替人打抱不平、说话幽默的维吾尔族中年人结合，得到了阿凡提的雏形。阿凡提的手指造型和眉毛的设计则参考了新疆维吾尔自治区博物馆馆藏的部分唐代木俑。他的眉毛还存在维吾尔文字的特点。巴依老爷和老婆的原型选取自采风时主创团队拜访的一户富裕的维吾尔族家庭成员。

### 道具和音乐
《阿凡提的故事》中角色的穿着具有维吾尔族特色的服装服饰，比如阿凡提头缠的撒兰（白头巾），身穿维吾尔族传统服饰白袷袢（چاپان，长外衣）。在道具方面也有细节设计，小毛驴是阿凡提的好伙伴，于是阿凡提不会使用鞭子抽打，而是用带绿叶的树枝在空中比划、吆喝，小毛驴就知道阿凡提的意思。阿凡提有葫芦，是曲建方观察到老农民会在葫芦中放一些仁丹或鼻烟等用于提神，所以专门给阿凡提设计了葫芦道具。除人物形象和道具，《阿凡提的故事》的音乐也使用了大量维吾尔族民乐，出现的乐器包括萨塔尔、热瓦普、手鼓等，也展示新疆维吾尔族木卡姆艺术的场面。单本剧《阿凡提》的主题曲由马国光演唱，系列动画主题曲《人人都叫我阿凡提》由纳扎尔·司马义尔用维吾尔语和汉语双语演唱。

### 与文学形象的不同
《阿凡提的故事》源自文学形象的阿凡提，不过有所改造和取舍。第一，《阿凡提的故事》中对伊斯兰教相关内容删改较大，除了偶尔出现的“真主保佑”和单本剧中直接提及宗教外，其余剧集中罕有文学中常出现的神职人员和宗教活动，文学中的宗教法官在动画中被改为世俗法官，对神职人员的讽刺也多被改为对巴依和官员的讽刺。第二，文学中阿凡提的故事鲜有美好的爱情故事，但《阿凡提的故事》中《宝驴》和《奇婚记》二集分别讲述了阿凡提惩罚想娶宰相女儿的税务官和帮助穷小伙迎娶巴依老爷的女儿的故事。第三，文学的阿凡提形象并不一以贯之，戏弄普通群众、占小便宜的诙谐笑话，在动画中或弃之不用，或改编为有意为之，体现阿凡提的幽默和大智若愚。第四，文学中阿凡提有妻有子，还有多次婚姻，但在《阿凡提的故事》中并无提及阿凡提的婚姻状况。《兔送信》中将把信送给妻子的情节改为送给邻居老爹。

## 获奖情况
《阿凡提的故事》制作周期长，导致不同的剧集会参与不同奖项的角逐。1979年，单本剧《阿凡提》获得文化部1979年优秀电影奖美术片奖和1980年第三届电影百花奖最佳美术片奖。第三集《神医》获得1989年芝加哥国际儿童电影节（Chicago International Children's Film Festival）动画短片一等奖（1st Prize: Short, Animation）。1994年，《阿凡提的故事》系列以《阿凡提》的名义获得首届全国少数民族题材电影腾龙奖美术片一等奖。
1983年，第二集《兔送信》获得第四届电影金鸡奖美术片奖提名。
2022年11月，中国儿童少年电影学会发起的“中国儿童电影百年百部经典评选”活动中，1979年拍摄的单本剧《阿凡提》名列第八。

## 衍生作品及争议
2010年代，《阿凡提的故事》的制片方上海美术电影制片厂推出了由其著，王亚洲撰文，南方出版社出版的《中国经典动画大全集》，其中《阿凡提的故事全集》使用了《阿凡提的故事》木偶动画的高清原图作为素材。同时期，电子工业出版社出版了由《阿凡提的故事》美术设计、系列动画导演曲建方绘制，大连阿凡提国际动画有限公司编著的《阿凡提经典漫画》和《阿凡提故事精选》两本书，书中采用了《阿凡提的故事》中一些人物造型。
然而却因如此，上海美术电影制片厂和曲建方对簿公堂。上海美术电影制片厂认为木偶立体造型和静态平面造型的“阿凡提”等人物形象的著作权属于美影厂，电子工业出版社和曲建方是未经许可，擅自将木偶动画《阿凡提的故事》人物形象用于盈利，于是将后者告上法庭。最终上海市徐汇区人民法院和上海知识产权法院分别作出一审和最终判决，判定阿凡提等涉案角色造型美术作品的著作权由美影厂和曲建方共同享有。在此之前，曲建方曾于2007年因广告中阿凡提形象与《阿凡提的故事》中阿凡提形象基本一致，将北京阿凡提投资管理有限公司等告上法庭，法院认定后者侵权。
2018年10月，基于《阿凡提的故事》创作的3D动画电影《阿凡提之奇缘历险》上映，电影中的人物形象还原木偶动画风格。电影讲述阿凡提和伙伴和他的寻回水源之旅。除了展示阿凡提的机智外，《阿凡提之奇缘历险》还展示了阿凡提勇敢品质。电影上映前，无锡地铁与上海美术电影制片厂合作推出《阿凡提之奇缘历险》主题的地铁纪念票和主题专列。